# Le Prince Donegal
Pour plus de détails, voir Fiche technique et Distribution.
Le Prince Donegal (titre original : The Fighting Prince of Donegal) est un film d'aventure américain réalisé par Michael O'Herlihy, sorti en 1966.
Le film est basé sur le livre The Fighting Prince of Donegal de Robert T. Reilly qui s'inspire de la vie du prince irlandais Hugh Roe O'Donnell (1572-1602).

## Synopsis
Dans les années 1580, le jeune prince irlandais "Red" Hugh O'Donnell accède au trône de Donegal à la mort de son père. Cette ascension fait progresser l'histoire dans le sens d'une prophétie irlandaise qui promet l'indépendance vis-à-vis des lois anglaises et Élisabéthaines. Les seigneurs O'Donnell y voient une occasion de repousser les envahisseurs par la force. Mais Hugh les convainc de d'abord se regrouper avec les autres clans de l'île avant d'attaquer afin d'augmenter leur force.
Alors qu'il se prépare pour la bataille, O'Donnell courtise la belle Kathleen McSweeney afin de lier son clan à d'autres clans de l'île.

## Fiche technique
- Titre original : The Fighting Prince of Donegal
- Titre français : Le Prince Donegal
- Réalisation : Michael O'Herlihy assisté de David Bracknell
- Scénario : Robert Westerby d'après le livre The Fighting Prince of Donegal de Robert T. Reilly, June Faithfull (supervision du scénario)
- Direction artistique : Maurice Carter
- Photographie : Arthur Ibbetson, Freddie Cooper (cadreur)
- Montage : Peter Boita
- Musique : George Bruns
  - Orchestration : Walter Sheets
- Décors : David Ffolkes
- Costume : Anthony Mendleson (conception)
- Maquillage : Harry Frampton
- Coiffure : Eileen Warwick
- Technicien du son : Peter Keen (montage sonore), Gordon K. McCallum et Ken Rawkins (preneur de son)
- Effets visuels : Peter Ellenshaw
- Casting : Maude Spector
- Producteur : Walt Disney, David C. Anderson (responsable de production), Bill Anderson (coproducteur), Hugh Attwooll (associé)
- Société de production : Walt Disney Productions
- Société de distribution : Buena Vista Distribution Company
- Pays de production :  États-Unis,  Royaume-Uni
- Format : Couleurs - 1,75:1 - Mono - 35 mm
- Genre : Film d'aventure, Film biographique, Film historique
- Durée : 110 minutes
- Date de sortie : 1er octobre 1966

Sauf mention contraire, les informations proviennent des sources concordantes suivantes : Leonard Maltin, John West et IMDb

## Distribution
- Peter McEnery (VF : Dominique Paturel) : Hugh O'Donnell, le prince
- Susan Hampshire (VF : Michèle André) : Kathleen McSweeney
- Tom Adams (en) (VF : Jean-Claude Michel) : Henry O'Neill
- Gordon Jackson (VF : Jean-Henri Chambois)  : le captiaine Leeds
- Norman Wooland (VF : Serge Nadaud) : sir John Perrott
- Richard Leech (VF : Pierre Collet) : Phelim O'Toole
- Peter Jeffrey (VF : Georges Hubert) : le sergent
- Marie Kean (VF : Lita Recio) : la mère des trois sœurs
- Bill Owen (VF : René Bériard) : l'officier James Powell
- Peggy Marshall (VF : Hélène Tossy) : la princesse Ineen
- Maurice Roëves (VF : Philippe Ogouz) : Martin
- Donal McCann : Sean O'Toole
- Fidelma Murphy : Maïré (Moire en VO) O'Neill
- John Forbes-Robertson (VF : Alain Nobis) : le seigneur d'un clan
- Patrick Holt (VF : Philippe Mareuil) : un officier au service de Leeds
- Robert Cawdron (en) (VF : Roger Tréville) : le capitaine du navire
- Maire O'Neill (VF : Ginette Frank) : Nil, une sœur de Maïré
- Máire Ní Ghráinne : Bridget, l'autre sœur de Maïré
- Roger Croucher (en)
- Keith McConnell (VF : Jean Violette) : O'Connor
- Inigo Jackson (en)
- Peter Cranwell (VF : Jean-Claude Balard) : un officier au service de Leeds
- Andrew Keir (VF : Duncan Elliott) : lord McSweeney

Source : Dave Smith, John West et IMDb

## Sorties cinéma
Sauf mention contraire, les informations suivantes sont issues de l'Internet Movie Database.
- États-Unis : 1er octobre 1966
- Royaume-Uni : 21 octobre 1966
- France : 16 août 1967
- Japon : 9 décembre 1967
- Suède : 18 mars 1968
- Finlande : 10 mai 1968
- Danemark : 28 juillet 1969

## Origine et production
Le studio Disney a une tradition de production de film au Royaume-Uni depuis 1948 avec la création d'un studio Walt Disney British Films Ltd pour le film L'Île au trésor (1950). Malgré un arrêt temporaire à la suite du mauvais résultat du film Échec au roi (1953) les productions en Europe persistent comme avec Émile et les Détectives (1964) et Disney décide de réaliser à nouveau un film d'action en Grande-Bretagne pour reproduire le succès de La Rose et l'Épée (1953). Le film est très proche de Échec au roi dans l'esprit comme pour l'intrigue mais selon Leonard Maltin, il le surpasse de beaucoup. Prévu à l'origine comme un téléfilm, Le Prince Donegal est à la place sorti au cinéma.

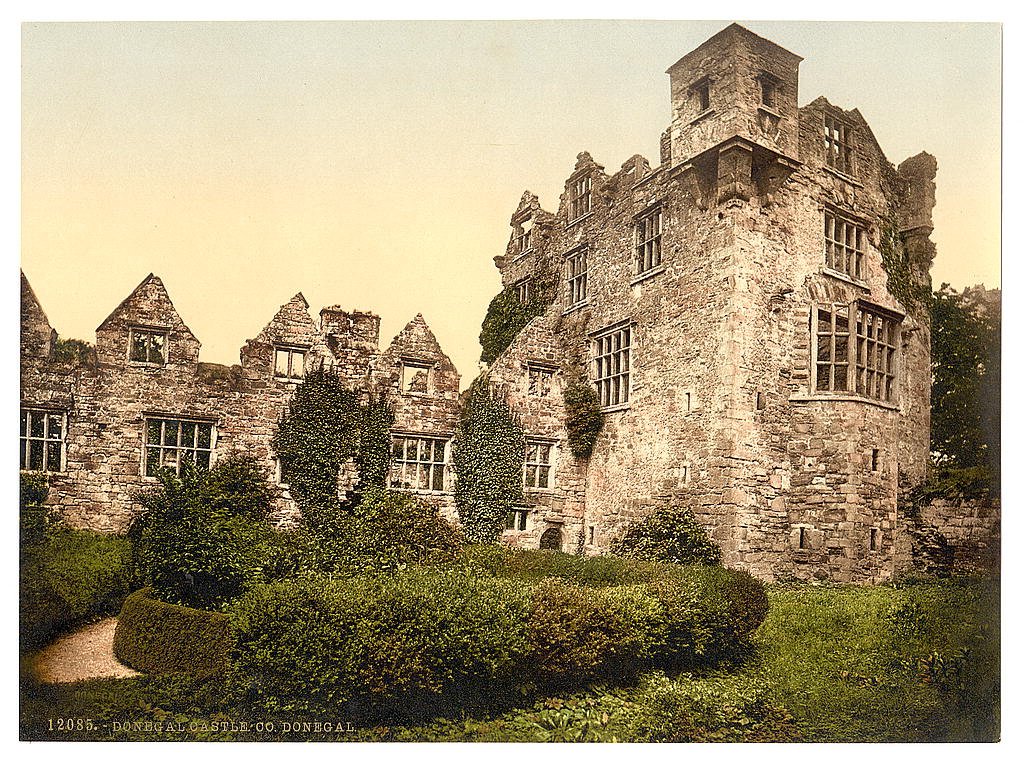
Le Château de Donegal vers 1900.

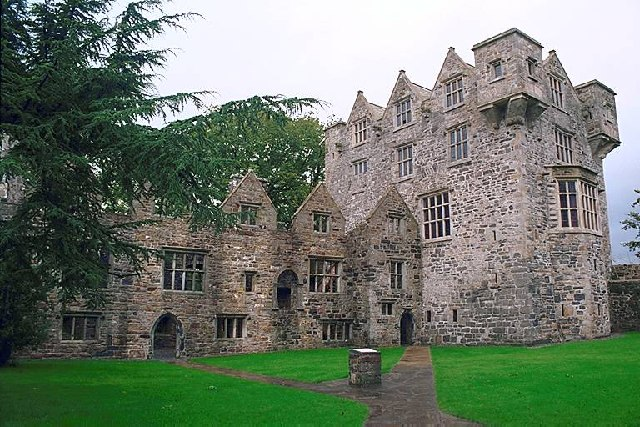
Le Château de Donegal en 1998.

Le scénario bien que romancé est basé sur des faits réels impliquant le prince du comté de Donegal, Red Hugh et relaté dans un livre de Robert T. Reilly. Disney confie la réalisation du film à Michael O'Herlihy, un Irlandais ayant officié sur plusieurs séries télévisées. Le producteur Hugh Attwooll souhaite que le film soit tourné en Irlande dans la ville de Donegal mais en voyant le château il y voit une pile de gravats,. Attwooll propose alors un site en Écosse mais la logistique pour y tourner était trop difficile et coûteuse. À la place le château de Donegal, un autre château et la ville de Dublin ont été reconstruits aux Pinewood Studios. Maurice Carter a reconstruit deux châteaux séparés et Dublin au XVIe siècle avec les donjons, les douves, les escaliers, les remparts et quelques rues adjacentes. À l'instar des précédentes productions britanniques de Disney, Le Prince Donegal profite d'un budget généreux avec des décors intérieurs détaillés complétant les magnifiques extérieurs. Le décorateur Alan Evans a par exemple passé plusieurs mois sur une tapisserie que l'on ne voit qu'une minute à l'écran.
L'action est mise en scène de façon à maximiser l'impact sur le spectateur et le duel final rappelle profondément celui d'Errol Flynn et de Basil Rathbone dans Les Aventures de Robin des Bois (1938). La scène la plus importantes est celle du banquet de la famille MacSweeny dans son château qui a pris trois jours de tournage et nécessité 200 figurants. Pour ajouter du réalisme, la nourriture est réelle au lieu d'utiliser des accessoires de cinéma et la musique jouée durant le banquet est inspirée de O'Donnell Abu, un chant traditionnel irlandais du XVIe siècle.
Peter McEnery avait partagé l'affiche avec Hayley Mills dans le film La Baie aux émeraudes (1964). L'acteur Tom Adams est lui un second choix après que Mark Eden se soit blessé lors des premières prises de vue.

## Sortie et accueil
Le Prince Donegal ne fait pas un carton à sa sortie mais permet toutefois au studio Disney de poursuivre son rythme de production. Le film a été diffusé à la télévision dans l'émission The Wonderful World of Disney sur NBC en trois épisodes, le 1er octobre, 8 octobre et 15 octobre 1967.
La prestation de Susan Hampshire dans Les Trois Vies de Thomasina (1964) a été tellement appréciée par le studio Disney qu'il signe à nouveau avec l'actrice deux ans plus tard pour Le Prince Donegal. À l'opposé, le scénariste Robert Westerby signe avec Le Prince Donegal sa dernière participation à une production Disney après Les Trois Vies de Thomasina (1964) des épisodes de L'Épouvantail et de Zorro car il meurt en 1968 d'une attaque cardiaque.
Les critiques se répartissent en deux camps, ceux qui apprécient simplement le film et ceux qui ne trouvent rien d'autre à redire qu'une distorsion de l'histoire. Le magazine Variety considère que le film est insipide et un créateur de clichés offrant peu d'intérêt pour les ados. Time écrit que ce nouveau film transforme un Irlandais batailleur en un Prince Vaillant suffisant et sa carrière politico-militaire en une bande dessinée colorée. Howard Thompson du New York Times évoque une jolie petite aventure et Judith Crist du New York Herald Tribune propose ce film aux Irlandais et aux enfants qui ne résistent pas devant un bon combat de cape et d'épée au XVIe siècle.
Le film a été édité en vidéo en 1986.

## Analyse
Pour Leonard Maltin, Le Prince Donegal est un film de cape et d'épée haletant et passionnant avec un jeune et fringant héros, une belle héroïne, un ignoble méchant, dans une atmosphère haute en couleur suivant une histoire simple ou les bons gagnent sur les méchants. Mais la longueur du film, 112 minutes, fait ironiser Maltin sur le fait que durant ce laps de temps deux évasions du château de Dublin aurait été possible. Maltin indique que la seule erreur du film se situe dans le scénario, trop long qui aurait gagner à être couper de certaines scènes. Pour John West c'est un bon film d'aventure avec de l'humour et de l'action. Peter McEnery y joue un héros bien campé mais le scénario ne permet pas à sa partenaire Susan Hampshire de montrer son talent. West indique que malgré une production au milieu des années 1960, Le Prince Donegal est un retour au film de cape et d'épée produits par le studio Disney dans les années 1950. Dave Smith écrit que Le Prince Donegal est le premier de film de cape et d'épée depuis L'Enlèvement de David Balfour (1960).